# Guido Henckel von Donnersmarck
Guido Henckel von Donnersmarck (ur. 10 sierpnia 1830 we Wrocławiu, zm. 19 grudnia 1916 w Berlinie) – baron i hrabia cesarstwa, potem pruski książę, tytularny pan Tarnowskich Gór, magnat przemysłowy, 13. wolny pan stanowy Bytomia.

## Życiorys

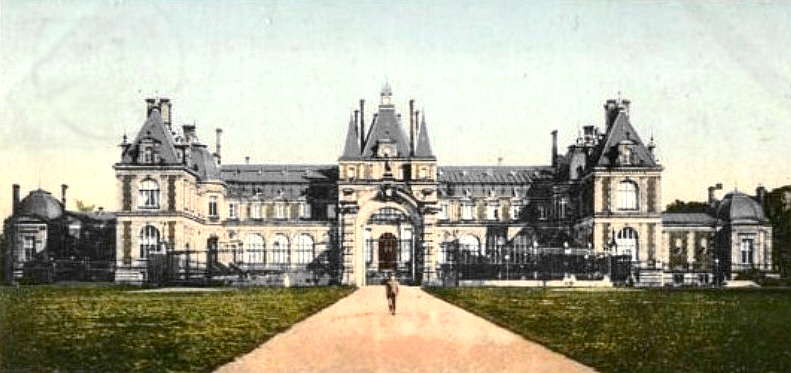
Pałac w Świerklańcu

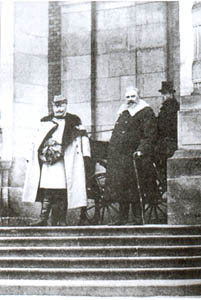
Guido Henckel von Donnersmarck (po prawej) z cesarzem Wilhelmem II

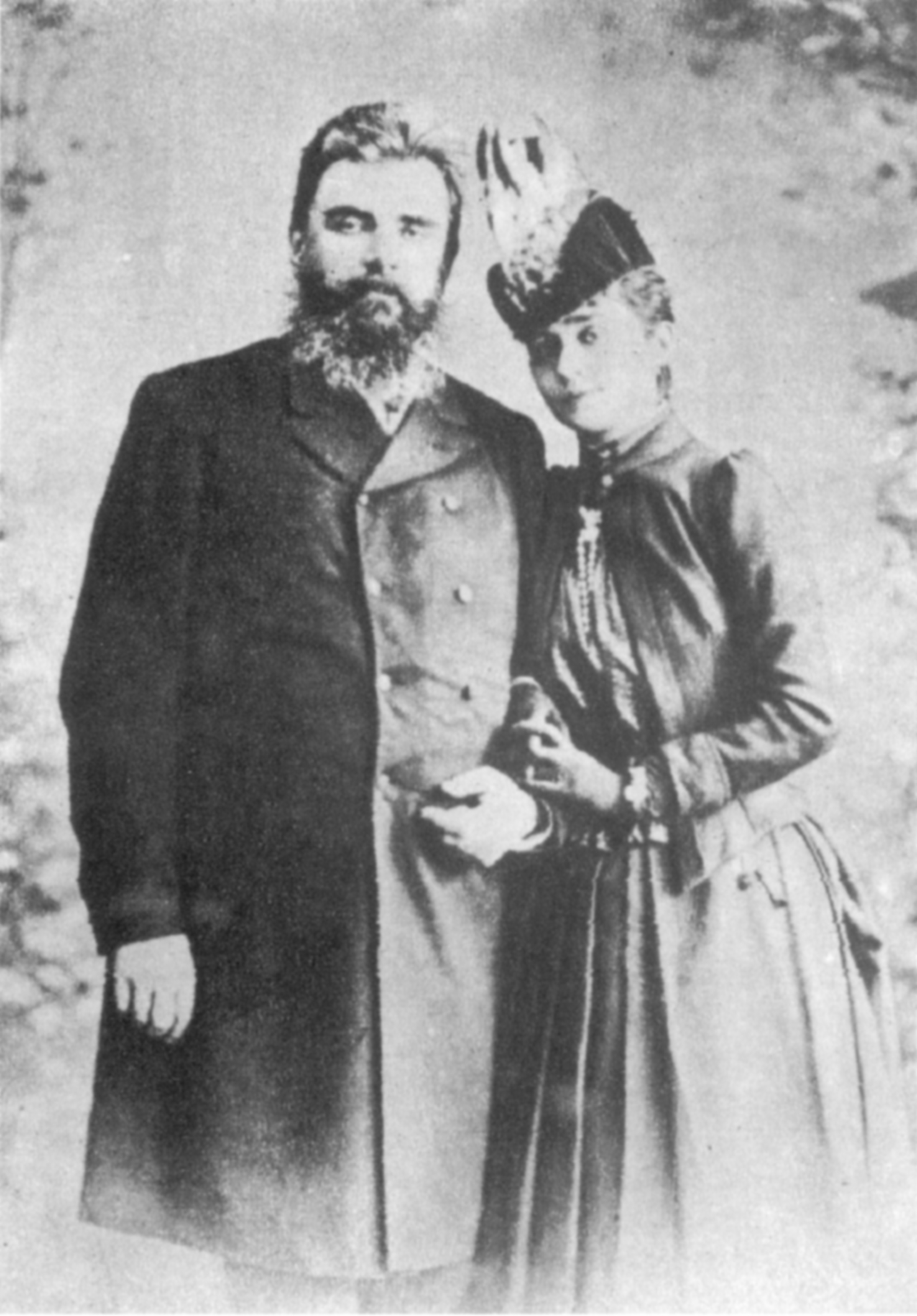
Guido Henckel von Donnersmarck z żoną Katarzyną Slepcow

Pochodził ze śląskiego rodu magnatów ziemskich i przemysłowych Henckel von Donnersmarcków. Urodził się 10 sierpnia 1830 r. we Wrocławiu. Był młodszym synem Karola Łazarza i Julii von Bohlen.
W 1848 r. przejął majątek ojca. Podstawą fortuny był przemysł. Jego własnością była m.in. huta „Donnersmarck” i kopalnia „Guido” w Zabrzu, huta „Bethlen-Falva” i kopalnia „Deutschland” (potem „Niemcy”, a następnie „Polska”) w Świętochłowicach, kopalnia „Śląsk” w Chropaczowie, huta cynku „Guidotto” i kopalnia „Donnersmarck” w Chwałowicach, kopalnia „Karsten-Centrum” w Bytomiu i kopalni „Andaluzja” w Piekarach. Był założycielem pierwszej na Dolnym i Górnym Śląsku spółki akcyjnej Schlesische AG für Bergbau und Zinkhüttenbetrieb (dosł. „Śląskie Kopalnie i Cynkownie”) z siedzibą w Lipinach. W okolicach Kalet wybudował celulozownię, potem papiernię, które połączył z podobnym przedsiębiorstwem w Dąbiu koło Szczecina. W Szczecinie posiadał także hutę żelaza „Kraft”.
Inwestował w zagłębiu Ruhry, we Francji, na Sardynii, w Karyntii, na Morawach i w Królestwie Polskim. W jego zakładach w Chwałowicach na przełomie 1910 i 1911 r. wybuchł największy w ówczesnej historii Dolnego i Górnego Śląska strajk, który trwał dwa miesiące.
Przeznaczył 2,5 mln marek na fundację – istniejącą do dziś jako Fürst Donnersmarck-Stiftung – dla wsparcia edukacji swych urzędników i pracowników oraz ich dzieci. Dołożył do budowy świątyń w Reptach, Mikulczycach, Wieszowie, Kamieniu, Starych Tarnowicach, Świerklańcu, Zabrzu i Tarnowskich Górach.
Miał swoje rezydencje w Paryżu, Berlinie, Rottach-Egern, Reptach oraz Świerklańcu, gdzie był piastowski zamek i nowy pałac zwany „Małym Wersalem”. Był wpływowym politykiem. Jego spektakularnym sukcesem było podwyższenie francuskiej kontrybucji w 1871 do sumy pięciu miliardów franków w złocie. Po wojnie francusko-pruskiej został gubernatorem Metzu. Zasiadał w Śląskim Sejmie Prowincjonalnym, Radzie Państwa oraz pruskiej Izbie Panów. Odznaczono go najwyższym pruskim Orderem Orła Czarnego. 14 marca 1896 r. został 13. wolnym panem stanowym Bytomia, a 18 stycznia 1901 r. otrzymał tytuł dziedzicznego pruskiego księcia (niem. Fürst) von Donnersmarck. Tuż przed I wojną światową jego fortunę szacowano na 300 milionów marek.
Guido zmarł 19 grudnia 1916 r. w Berlinie. Został pochowany w nowym mauzoleum w Świerklańcu.

## Rodzina
Ze związku z Rosalie Coleman (z d. Pareut, 1835–1915) miał nieślubnego potomka. Jego pierwszym synem był Odo Deodatus I (1885–1926).
Był dwukrotnie żonaty. Pierwszą żoną (1871) była dwukrotnie wcześniej rozwiedziona Teresa (Estera) Lachmann (1819–1884), córka pochodzącego z Polski moskiewskiego tkacza, znana jako markiza Blanka de Païva (po drugim małżeństwie z portugalskim arystokratą). Według Dzienników braci Edmonda i Jules’a Goncourtów La Païva była najsłynniejszą kurtyzaną swoich czasów.
Drugą żoną (1887) była Katarzyna Slepcowa (1862–1929), również pochodząca z Rosji szlachcianka, z którą miał dwóch synów. Guidotto (1888–1959) był 2. księciem von Donnersmarck, a hrabia Kraft (1890–1977) 16. wolnym panem stanowym Bytomia.

### Synowie
Guido Jerzy Fryderyk Erdmann Henryk Adelbert (1830–1916); 1. książę (Fürst) von Donnersmarck, 13. wolny pan stanowy Bytomia; x. 1. 1871 Paulina Teresa Lachmann (1819–1884 x. 1. 1836 Franciszek Hiacynt Villoing; x. 2. 1851, rozw. 1871, Albino Francisco de Païva); x. 2. 1887 Katarzyna Slepcowa (1862–1929), (x. 1..., rozw., Mikołaj Walerianowicz Murawiew).
- 1) syn natural. ze związku z Rozalią Coleman z d. Pareut (Paraut?) (1835–1915) – Odo Deodatus Tauern (1885–1926). Potomstwo: rodzina Tauern.
- 2) Guidotto Karol Łazarz (Berlin 23 V 1888 – Rottach-Egern 23 XII 1959, pochow. Rottach-Egern); 2. ks. von Donnersmarck, pan fideikomisu tarnog-świerkl., na Żyglinku (§), dziedz. wyższy podczaszy w ks. śląsk., dziedz. członek prus. Izby Panów, Kawaler Prawa Zak. Joannitów; x. Monachium (cywil.) 13 (kościel.) 14 II 1909 Anna ks. zu Sayn-Wittgenstein-Berleburg (Egern am Tegernsee 12 IX 1884 – Wildbad Kreuth 21 II 1963, pochow. Rottach-Egern), c. kr. prus. i kr. bawar. mjr Franciszka ks. zu S.-W.-B. i Julii Cavalcanti de Albuquerque de Villeneuve.
- 3) Kraft Raul Paweł Alfred Ludwik Guido (Berlin 12 III 1890 – Rottach-Egern 1 IX 1977, pochow. tam.), 16. wolny pan stanowy Bytomia, pan fideikomisu Repty-Tarnowice (do 1945), Senator Honorowy Tech. Uniwersytetu w Berlinie, Kawaler Prawa Zak. Joannitów.

## Genealogia
| Erdmann Gustaw Henckel von Donnersmarck ur. 18 III 1734 zm. 27 XI 1805 | Erdmann Gustaw Henckel von Donnersmarck ur. 18 III 1734 zm. 27 XI 1805 |                                                                      |                                                                      | Rudolfina bar. v. Dyherrn u. Schönau ur. 19 I 1743 zm. 30 V 1802 | Rudolfina bar. v. Dyherrn u. Schönau ur. 19 I 1743 zm. 30 V 1802 |  |  | Fryderyk hr. von Bohlen ur. ? zm. ? | Fryderyk hr. von Bohlen ur. ? zm. ? |                                                 |                                                 | Karolina von Walsleben ur. ? zm. ? | Karolina von Walsleben ur. ? zm. ? |
|                                                                        |                                                                        |                                                                      |                                                                      |                                                                  |                                                                  |  |  |                                     |                                     |                                                 |                                                 |                                    |                                    |
|                                                                        |                                                                        |                                                                      |                                                                      |                                                                  |                                                                  |  |  |                                     |                                     |                                                 |                                                 |                                    |                                    |
|                                                                        |                                                                        | Karol Łazarz Henckel von Donnersmarck ur. 5 III 1772 zm. 12 VII 1864 | Karol Łazarz Henckel von Donnersmarck ur. 5 III 1772 zm. 12 VII 1864 |                                                                  |                                                                  |  |  |                                     |                                     | Julia von Bohlen ur. 10 VI 1800 zm. 25 III 1866 | Julia von Bohlen ur. 10 VI 1800 zm. 25 III 1866 |                                    |                                    |
|                                                                        |                                                                        |                                                                      |                                                                      |                                                                  |                                                                  |  |  |                                     |                                     |                                                 |                                                 |                                    |                                    |
|                                                                        |                                                                        |                                                                      |                                                                      |                                                                  |                                                                  |  |  |                                     |                                     |                                                 |                                                 |                                    |                                    |
|                                                                        |                                                                        |                                                                      |                                                                      |                                                                  |                                                                  |  |  |                                     |                                     |                                                 |                                                 |                                    |                                    |

| 1 Teresa Lachmann1) ur. 7 V 1819 zm. 21 I 1884 OO 28 X 1871 | 1 Teresa Lachmann1) ur. 7 V 1819 zm. 21 I 1884 OO 28 X 1871 | 2 Rozalia Pareut ur. 1835 zm. 1915 OO związek pozamał.          | 2 Rozalia Pareut ur. 1835 zm. 1915 OO związek pozamał.          | Guido Henckel von Donnersmarck ur. 10 VIII 1830 zm. 19 XII 1916 | Guido Henckel von Donnersmarck ur. 10 VIII 1830 zm. 19 XII 1916 | 3 Katarzyna Slepcow ur. 16 II 1862 zm. 10 II 1929 OO 11 V 1887 | 3 Katarzyna Slepcow ur. 16 II 1862 zm. 10 II 1929 OO 11 V 1887 |  |  |
|                                                             |                                                             |                                                                 |                                                                 |                                                                 |                                                                 |                                                                |                                                                |  |  |
|                                                             |                                                             |                                                                 |                                                                 |                                                                 |                                                                 |                                                                |                                                                |  |  |
|                                                             | 2                                                           |                                                                 | 3                                                               |                                                                 | 3                                                               |                                                                |                                                                |  |  |
| Odo Deodatus Tauern ur. 14 XI 1885 zm. 11 VII 1926          | Odo Deodatus Tauern ur. 14 XI 1885 zm. 11 VII 1926          | Guidotto Henckel von Donnersmarck ur. 23 V 1888 zm. 23 XII 1959 | Guidotto Henckel von Donnersmarck ur. 23 V 1888 zm. 23 XII 1959 | Kraft Henckel von Donnersmarck ur. 12 III 1890 zm. 1 IX 1977    | Kraft Henckel von Donnersmarck ur. 12 III 1890 zm. 1 IX 1977    |                                                                |                                                                |  |  |

| 1. znana jako markiza Blanka de Païva |